# André Biancarelli
André Biancarelli (Avinhão, 12 de março de 1970) é um ex-futebolista francês que atuava como goleiro. Hoje exerce a função de treinador de goleiros.

## Carreira
Biancarelli surgiu nas categorias de base do AS Porto Vecchio e do SC Bastia, se profissionalizando por este último, em 1990. Passou mais de quatro anos até ter sua primeira chance no Bastia, substituindo Bruno Valencony.
Rescindiu seu contrato com o Bastia em 1996, sendo contratado a custo zero pelo Metz, onde atuou em 15 partidas oficiais. Deixou a equipe alsaciana em 2000, indo em seguida para o Monaco.
Na equipe do principado, Biancarelli era frequentemente relacionado como terceiro goleiro - Stéphane Porato, Jean-Marie Aubry e Flavio Roma alternavam a titularidade. Em 5 temporadas, foram apenas 5 jogos disputados.
Para homenageá-lo, Francesco Guidolin, então treinador do Monaco, tirou o então titular Roma e colocou Biancarelli em seu lugar na última partida do clube na temporada. Aposentado como jogador, seguiu na comissão técnica, exercendo a função de treinador de goleiros. Com a chegada de Guy Lacombe para o comando técnico, foi dispensado em 2009, assinando com o Tours em seguida.
Trabalhou ainda nas comissões técnicas do Toulouse e do Saint-Étienne, sendo liberado deste último em junho de 2022

## Carreira internacional
Entre 1992 e 1993, Biancarelli disputou 2 partidas pela Seleção da Córsega.

## Títulos
Monaco
- Supercopa da França: 2000